# Ornixola caudulatella
Ornixola caudulatella är en fjärilsart som först beskrevs av Philipp Christoph Zeller 1839.  Ornixola caudulatella ingår i släktet Ornixola och familjen styltmalar.
Artens utbredningsområde är:
- Österrike.
- Estland.
- Lettland.
- Litauen.
- Tjeckien.
- Slovakien.
- Frankrike.
- Tyskland.
- Grekland.
- Ungern.
- Italien.
- Polen.
- Rumänien.
- Ukraina.

Inga underarter finns listade i Catalogue of Life.